# Mastophora abalosi
Mastophora abalosi là một loài nhện trong họ Araneidae.
Loài này thuộc chi Mastophora. Mastophora abalosi được miêu tả năm 1983 bởi Urtubey & Báez.